# Calanthe reflexilabris
Calanthe reflexilabris är en orkidéart som beskrevs av Johannes Jacobus Smith. Calanthe reflexilabris ingår i släktet Calanthe och familjen orkidéer. Inga underarter finns listade i Catalogue of Life.